# Het (boek)
Het (originele titel: It) is een horrorboek uit 1986 geschreven door Stephen King. De Nederlandse vertaling (Het) kwam in hetzelfde jaar uit. Met ongeveer 1000 bladzijden (afhankelijk van de druk) is het een van Kings omvangrijkere werken binnen één omslag (zoals ook Insomnia en The Stand).

## Het verhaal
Het verhaal begint in 1957. In het fictieve stadje Derry vindt in korte tijd een grote reeks kindermoorden plaats. De politie van Derry gaat op zoek naar een moordenaar. Zeven buitenbeentjes, de 'Stumpers', komen er echter achter dat de moordenaar geen mens is, maar een oeroud monster. De Stumpers worden zelf meerdere malen geconfronteerd met het monster, dat in de vorm van hun grootste angsten aan ieder van hen verschijnt. Het monster verschijnt ook regelmatig in de vorm van een clown, Pennywise. De stumpers komen erachter dat het monster, dat ze 'Het' noemen, in de riolen woont. Op een dag worden ze door hun pestkoppen, Henry Bowers, Belch Huggins en Victor Criss op de hielen gezeten. De Stumpers vluchten het riool in. Wanneer het drietal hen achtervolgt, worden Criss en Huggins door 'Het' vermoord. Diep in de riolen worden de Stumpers geconfronteerd met 'Het', die een enorme spin blijkt te zijn. Door middel van een soort hypnose probeert 'Het' Bill Denbrough, de spil van de Stumpers, tot waanzin te drijven en te vermoorden. Dit mislukt, doordat Bills geest weerstand biedt. Door deze weerstand weet Bill 'Het' ernstig te verwonden. 'Het' vlucht weg als de Stumpers Bill oppeppen. De Stumpers willen 'Het' nog achternagaan, maar dan vallen Hets in webben gewikkelde slachtoffers naar beneden, waardoor de Stumpers gedwongen zijn te vluchten. Ze ontsnappen uit de riolen. Henry Bowers, die waanzinnig geworden is, wordt naderhand beschuldigd van de serie moorden. Bowers bekent dit uit krankzinnigheid. Omdat andere bewijzen ook tegen hem pleiten, wordt Bowers opgesloten in het gekkenhuis, Juniper Hill. De Stumpers beloven elkaar naar Derry terug te keren als 'Het' ooit terugkomt en opnieuw begint met moorden. Allen vertrekken in korte tijd uit Derry en vergeten de geschiedenis en elkaar, behalve Mike Hanlon, die in Derry blijft wonen.
Jaren later, in 1985, vinden er weer moorden plaats in Derry. Mike Hanlon raakt ervan overtuigd dat 'Het' nog leeft en opnieuw begonnen is met moorden. Hij belt zijn oude vrienden: Bill Denbrough, Ben Hanscom, Eddie Kaspbrak, Richie Tozier, Beverly Marsh en Stanley Uris op en vertelt hen het nieuws. Allen komen terug naar Derry, gebonden door hun belofte, behalve Stanley Uris. Uris pleegt zelfmoord door in zijn badkuip zijn polsen door te snijden. In Derry vernemen de vrienden al snel het nieuws over Uris. Toch besluiten ze door te gaan. Al snel hebben alle 'Stumpers' weer angstwekkende ervaringen met 'Het'. 'Het' probeert de Stumpers uit Derry te verjagen, wat niet lukt. 'Het' krijgt hulp van buitenaf. Met hulp van 'Het' weet Henry Bowers uit Juniper Hill te ontsnappen en in Derry te komen, vastbesloten om de Stumpers te vermoorden. Beverly's gewelddadige ex-man, Tom Rogan, komt er bovendien achter waar Beverly is. Hij verdenkt haar van vreemdgaan en reist naar Derry om haar 'ervan langs te geven'. Bills vrouw, Audra Phillips, gaat ook naar Derry om haar man te helpen. Henry valt in Derry Mike Hanlon aan en weet deze ernstig te verwonden. Henry raakt zelf ook gewond. Daarna gaat hij naar het Town House Hotel en valt daar Eddie Kaspbrak aan. Eddie weet Henry te vermoorden en belt daarna zijn vrienden.
Als de vijf Stumpers horen dat Mike aangevallen is door Henry, besluiten ze 'Het' eens en voor altijd te stoppen. Inmiddels is Tom ook onder Hets invloed geraakt. 'Het' laat hem Audra ontvoeren en naar de riolen brengen, waar 'Het' Tom vermoordt en Audra tot waanzin drijft en inwikkelt. De Stumpers gaan de riolen in en worden daar weer geconfronteerd met angstwekkende beelden. Ze dringen door tot diep in de riolen en ontmoeten 'Het' daar opnieuw. 'Het' hypnotiseert Bill opnieuw en weet hem bijna te vernietigen. Richie schiet Bill te hulp en wordt zelf ook gehypnotiseerd door 'Het'. Eddie valt op zijn beurt 'Het' aan met zijn inhalator (hij lijdt aan astma). Hij weet 'Het' hiermee ernstig te verwonden, maar 'Het' vermoordt Eddie hierom. Richie en Bill ontwaken vervolgens uit hun hypnose. 'Het' vlucht wederom en weer dreigen Hets ingewikkelde slachtoffers de toegang te versperren. Nu achtervolgen Richie, Bill en Ben 'Het' echter. Ben vindt eieren afkomstig van 'Het' en begint deze te vertrappen. Richie en Bill weten 'Het' te achterhalen en te vermoorden, door Hets hart te vernietigen. Wederom weten de Stumpers, met de catatone Audra, uit de riolen te ontsnappen. Dan blijkt dat tegelijkertijd met Hets ondergang, Derry door heftige weersomstandigheden werd geteisterd, die een groot deel van de stad hebben vernietigd. Om beurten vertrekken de Stumpers weer uit Derry en beginnen ze de ervaringen en elkaar weer te vergeten. Behalve Bill, die samen met Audra, tijdelijk Mikes huis betrekt. Ten einde raad racet Bill, op zijn jongensfiets, samen met Audra, door Derry. Door de hoge snelheid ontwaakt Audra uit haar coma. Dit redt haar.

## "Het"
De verhaallijn wordt meerdere malen onderbroken door intermezzo's. Dit moeten stukken uit het dagboek van Mike Hanlon voorstellen. Hierin beschrijft hij de geschiedenis van Derry en Hets invloed daarop. In deze stukken schrijft Mike alles op: ook zijn toenemende vrees dat 'Het' opnieuw in Derry is. Er komen vijf intermezzo's in het boek voor, waardoor de volgende informatie over Hets invloed op Derry duidelijk wordt:

### Achtergrond
'Het' leeft in een cyclus. Wanneer 'Het' ontwaakt begint het meteen met moorden en eten. Als dit een tijdje geduurd heeft, valt 'Het' weer in slaap. Deze slaap duurt steeds ongeveer 27 jaar, waarna 'Het' dus weer ontwaakt. Gemiddeld duurt een periode van activiteit anderhalf tot drie jaar. Voor Hets aanwezigheid zijn twee grote mensenoffers nodig: een om 'Het' te doen ontwaken en een om 'Het' weer in te laten slapen. Voor deze mensenoffers zorgen de inwoners van Derry zelf tijdens plotselinge golven van krankzinnigheid.
Hoewel incidenten pas zijn gedocumenteerd sinds de stichting van Derry, lijkt Het miljoenen jaren oud te zijn, vermoedelijk afkomstig uit het heelal. De angst van zijn menselijke slachtoffers is voor Het vergelijkbaar met slagroom op een taart: het maakt het voeden veel smakelijker. Het kan verschillende gedaanten aannemen, maar kiest meestal de gedaante die de grootste angst van zijn slachtoffer belichaamt. Hoewel Het vooral gedaantes aanneemt om zijn slachtoffers angst aan te jagen bij het moorden, gebruikt Het ze soms ook ter misleiding of afschrikking.
Hets macht gaat verder dan gedaanteverwisselingen alleen. Het lijkt erop dat Het een macht over Derry uitoefent, waardoor volwassenen met een passieve gelatenheid op de moorden reageren en waardoor de moorden niet worden opgelost of in de schoenen van onschuldigen worden geschoven. Mike Hanlon merkt op dat Derry een uitzonderlijk hoog moordcijfer heeft, zelfs tijdens Hets slaapperioden, met iedere 27 jaar vanwege Hets activiteiten een enorme piek. Hoewel dit zo duidelijk is dat het iedere statisticus zou moeten opvallen, gebeurt dit niet. Hoewel ook de vertrekcijfers iedere 27 jaar licht pieken groeit Derry gestaag en verdubbelt tussen 1958 en 1985 zijn inwonertal. Het lijkt erop dat in ruil voor een schuilplaats en een aanvoer van slachtoffers Het de stad laat opbloeien. Ook de Stumpers worden onbewust door Het beïnvloed: behalve Mike Hanlon krijgen ze allemaal succesvolle carrières buiten Derry en mettertijd vergeten ze de hele geschiedenis. Het wil op deze manier de Stumpers ver weg van Derry houden. Mike Hanlon, de enige die is gebleven, is dan ook de enige die geen succesvolle carrière heeft.
Het is machtig, maar niet onkwetsbaar. Het kan worden gekwetst met bepaalde objecten, afhankelijk van Hets gedaante en de overtuiging van de gebruiker van het voorwerp. Zo neemt Het bij een gedaanteverandering ook de zwakheden van hetgeen waar hij in verandert over; in weerwolfgedaante is hij bijvoorbeeld kwetsbaar voor zilver. Stan weet in 1958 Het af te weren door zijn vogelboekje voor zich te houden en vogelnamen te schreeuwen. Het is verder kwetsbaar voor niespoeder en een katapult. Het gaat overigens meer om de overtuiging dan om het object zelf, waardoor deze objecten alleen in de handen van de juiste persoon een wapen of bescherming tegen Het vormen. In een speciaal ritueel, de Rite van Chüd, kan Het vernietigd worden.
De aartsvijand van Het is 'de Schildpad', een soortgelijk machtige entiteit. Hij geeft de Stumpers tips hoe Het vernietigd kan worden.

### Tijdlijn
- 1714 - Het jaar waarin Derry begint te ontstaan. 'Het' ontwaakt en begint te moorden.
- 1740 - 1743 - 'Het' ontwaakt en zaait enkele jaren terreur in Derry, alvorens weer te verdwijnen. Driehonderd kolonisten verdwijnen spoorloos.
- 1769- 1770 - 'Het' ontwaakt en begint te moorden.

Wat er in de cyclusjaren hiertussen gebeurt wordt niet bekendgemaakt in het boek.
- 1851 - Onbewust brengt de in Derry woonachtige John Markson het mensenoffer om 'Het' te doen ontwaken, door zijn vrouw en kinderen te vermoorden en vervolgens zelfmoord te plegen door een dodelijke paddenstoel op te eten. Hierdoor ontwaakt 'Het' en begint de terreur opnieuw.
- 1876 - 1879 - 'Het' ontwaakt als een stel houthakkers vermoord wordt aangetroffen en begint met moorden.
- 1904 - 1906 - Houthakker Claude Heroux wordt beschuldigd van de moord op een aantal mensen en vlucht de bossen in. Een tijdje later bezoekt Heroux een kroeg in Derry. Hij is dan al waanzinnig. Heroux vermoordt daar een aantal mensen met zijn bijl en doet 'Het' hiermee ontwaken. Heroux wordt opgesloten, maar later zonder proces gelyncht door de inwoners van Derry. 'Het' is aanwezig bij de lynchpartij in de vorm van Pennywise. De terreur herhaalt zich. In 1906 worden de kinderen van Derry uitgenodigd om in Kitcheners' ijzergieterij paaseieren te zoeken. Veel kinderen komen, begeleid door volwassenen. De ijzergieterij explodeert met alle kinderen er nog in en allen komen om. Dit gigantische mensenoffer doet 'Het' weer inslapen.
- 1929 - 1930 - Een groep gangsters terroriseert Derry. Wanneer deze bende op een dag terugkomt, worden ze door de inwoners van Derry in een hinderlaag gelokt en doodgeschoten. Dit mensenoffer doet 'Het' ontwaken. Een van de schutters ziet 'Het' tussen de andere schutters staan, in de vorm van Pennywise. Deze man merkt later op dat de clown 'geen schaduw' had. De terreur herhaalt zich. In 1930 wordt een "zwarte" nachtclub, genaamd The Black Spot, in brand gestoken door een groep klanleden. Veel mensen komen bij deze brand om. Een van de overlevenden is Will Hanlon, de vader van Mike Hanlon. Hij vertelt Mike hier later, op zijn ziekbed, over. 'Het' gaat weer slapen door dit mensenoffer. Will ziet 'Het' vlak na uit de brandende club ontsnapt te zijn, in de vorm van een reusachtige vogel, die een klanlid vastpakt.
- 1957 - 1958 - Als gevolg van een overstroming komen veel mensen in Derry om het leven. Door dit mensenoffer ontwaakt 'Het'. De moorden beginnen opnieuw. Hets terreur wordt voortijdig gestopt door de Stumpers, die het Ritueel van Chüd uitvoeren en 'Het' hiermee ernstig verwonden. Door zijn vele verwondingen is 'Het' genoodzaakt te slapen om te genezen.
- 1984 - 1985 - 'Het' ontwaakt als een homoseksueel door twee homofoben in elkaar geslagen wordt. De homo wordt in het kanaal gegooid en onder de brug, door 'Het' (in de vorm van Pennywise) vermoord. Dit wordt niet in het politieverslag meegenomen. De moorden beginnen opnieuw. De Stumpers keren terug naar Derry om een einde te maken aan 'Het'. Uiteindelijk weten ze 'Het' te vermoorden in een tweede Ritueel van Chüd. Dit kost wel Eddies leven.

### Hets gedaantes
'Het' neemt in het boek de volgende gedaantes aan:
- Pennywise de Clown/Bob Gray - De meest voorkomende vorm van 'Het'. Een boosaardige clown die ballonnen verkoopt. Diverse bedreigingen en boodschappen van 'Het' worden dan ook op ballonnen weergegeven. Pennywise beweert in werkelijkheid Robert 'Bob' Gray te heten. 'Het' gebruikt de clownsvermomming om kinderen te lokken. Pennywise' uiterlijk is een kruising tussen de clowns Bozo en Ronald McDonald. Een andere inspiratie voor Pennywise was John Wayne Gacy, een Amerikaans seriemoordenaar die ook optrad als ´Pogo de Clown´.
- De Mummie - 'Het' neemt de vorm van een mummie aan, als 'Het' tot de 11-jarige Ben Hanscom verschijnt, omdat Bens grootste angst een mummie is. Ben ziet 'Het' in januari 1958 over het ijs lopen. In eerste instantie is 'Het' Pennywise. Maar als 'Het' nadert verandert 'Het' in de mummie. 'Het' wordt echter door een sirene verjaagd, alvorens 'Het' Ben kan aanvallen. Later verschijnt 'Het' in een vervloekt fotoalbum voor de Stumpers en neemt 'Het' ook de vorm aan van de mummie.
- Dorsey Corcoran - Dorsey Corcoran was het kleine broertje van Eddie Corcoran. Dorsey wordt doodgeslagen door zijn krankzinnige stiefvader en de aanblik van Dorseys dode lichaam wordt Eddies grootste angst. 'Het' neemt allereerst de vorm van Dorsey aan, als 'Het' Eddie aanvalt alvorens te veranderen in:
- Creature from the Black Lagoon: de tweede gedaante die 'Het' aanneemt tijdens zijn aanval op Eddie.
- De Vogel - 'Het' verschijnt als de vogel tot Mike Hanlon. Deze is als baby ooit aangevallen door een kraai en heeft daar een angst voor grote vogels aan overgehouden. Mike ziet de reusachtige vogel voor het eerst bij de ruïnes van Kitcheners' ijzergieterij. Daar valt de vogel Mike aan, maar Mike weet te ontsnappen. Later verschijnt de vogel weer, als de Stumpers in de riolen zijn en valt 'Het' hen in deze vorm aan.
- De Melaatse - 'Het' neemt de vorm aan van de melaatse, een ernstig misvormde zwerver, als 'Het' tot de 10-jarige Eddie Kaspbrak verschijnt. Eddies grootste angst zijn zwervers. Eddie ziet de melaatse bij het vervallen huis te Neibolt Street. 'Het' biedt Eddie in deze vorm aan om Eddie te pijpen. Later keert Eddie nog eens terug naar hetzelfde huis. De melaatse verschijnt dan opnieuw en weet Eddie bijna te pakken te krijgen. Later neemt 'Het' deze vorm weer aan, als 'Het' tot de Stumpers, in een vervloekt fotoalbum, verschijnt.
- De Weerwolf - De weerwolf is Richies grootste angst en 'Het' neemt dus bij hem deze gedaante aan. Als Bill en Richie naar het huis bij Neibolt Street gaan om Eddies melaatse te zien, gaan ze een kamer in het huis binnen. Dan worden ze geconfronteerd met 'Het'. Bill ziet 'Het' als Pennywise, terwijl Richie een weerwolf ziet. Richie weet via het kolenhok te ontsnappen als 'Het' aanvalt. Maar 'Het' krijgt Bill te pakken. Richie weet 'Het' te verwonden en Bill te bevrijden. Vervolgens gooit Richie niespoeder naar 'Het', dat 'Het' ook veel pijn doet. Bill en Richie vluchten weg op Bills fiets: Silver. Ze weten de weerwolf/'Het' af te schudden. Later neemt 'Het' deze vorm weer aan in het vervloekte fotoboek. Als de Stumpers het huis in Neibolt Street binnengaan om 'Het' te doden, duikt 'Het' op uit een verbrijzelde toiletpot, wederom als de weerwolf. De Stumpers weten 'Het' te verwonden met hun katapult, maar 'Het' vlucht voordat de Stumpers 'Het' te veel kunnen verwonden. Later volgt en nog een confrontatie tussen 'Het' en de Stumpers, maar ditmaal in de riolen.
- Paul Bunyan - Paul Bunyan is een standbeeld in Derry, van de gelijknamige houthakker. 'Het' neemt Bunyans gedaante in bij Richie Tozier, in 1958 en probeert Richie met Bunyans bijl te doden, wat niet lukt. Later, in 1985, verschijnt als iets soortgelijks tot Richie Tozier. Maar in plaats van het standbeeld van Paul Bunyan, verschijnt 'Het' dan als een reusachtige Pennywise, die op Pauls sokkel staat.
- De Dode Kinderen - 'Het' neemt deze vorm aan bij Stanley Uris, als deze opgesloten zit in de watertoren (de deur is in het slot gevallen). Hier zijn vroeger enkele kinderen overleden. De kinderen/'Het' komen, in het donker, naar Stanley toe, onder de begeleiding van circusmuziek. Stanley weert 'Het' op tijd af met zijn vogelboekje en kan de deur dan wel openen. Later verschijnen de dode kinderen weer in het vervloekte fotoalbum.
- De Vampier - 'Het' verschijnt als een vampier tot Ben Hanscom, in 1985, in de bibliotheek van Derry. Eerst is 'Het' Pennywise, maar daarna wordt het een vampier. De vampier lijkt niet op een graaf Dracula, maar is zogezegd 'echter'.
- Mevrouw Kersch - Een bejaarde mevrouw die in Derry woont. 'Het' verschijnt als mevrouw Kersch tot Beverley Marsh in 1985. Kersch' achternaam lijkt op Marsh, waardoor Beverley zich vergist en er aanbelt, in de verwachting haar vader te zien. Mevrouw Kersch vertelt haar dat haar vader dood is en biedt Beverley thee aan (dit blijkt later bloed te zijn), waar Beverley op in gaat. Mevrouw Kersch beweert in een gesprek met Beverley dat ze de dochter is van Bob Gray (dus Hets dochter), maar blijkt dan 'Het' te zijn, die vervormt.
- Al Marsh - Beverleys gewelddadige vader. 'Het' verschijnt als Al Marsh in 1985, als deze al dood is, tot Beverley. 'Het' was eerst mevrouw Kersch, maar verandert dan in Al die Beverley aanvalt. Nog later verandert 'Het' in Pennywise.
- De haai van Jaws - Tommy Vicananza ziet 'Het' als deze haai in een rioolrooster.
- Victor Criss - Een vriend van Henry Bowers die in 1958 is vermoord door 'Het'. 'Het' verschijnt als Victor tot Henry Bowers, in 1985 en vraagt deze om voor 'Het' de stumpers te doden.
- Belch Huggins - Ook een vriend van Henry Bowers, die in 1958 slachtoffer werd van 'Het'. 'Het' neemt Belch' gedaante aan bij Eddie en Henry in 1985. Eddie ziet Belch op het terrein achter het bedrijf van de Tracker Brothers, samen met een aantal andere zombies van Hets slachtoffers uit 1958. Henry ziet Belch' hoofd op een veer als een duveltje uit een doosje heen en weer bewegen als hij met Mike vecht. Belch spoort hem dan aan om Mike te vermoorden. De gewonde Henry wordt, na zijn gevecht met Mike, door 'Het' in de vorm van Belch, naar het Town House Hotel gereden om de daar logerende Stumpers te vermoorden.
- De Maan - 'Het' verschijnt als de maan tot Henry Bowers, zowel in 1958, als 1985 en de tijd daartussen. De maan geeft de waanzinnige Henry opdrachten en spoort hem aan. De Maan neemt voor Henry verschillende gezichten aan: Die van de Stumpers, die van Belch en Victor en die van Pennywise.
- De Dobermann - Een grote hond waar Juniper Hill-verzorger John Koontz doodsbang voor is. 'Het' neemt deze gedaante aan bij Koontz, om hem te vermoorden en daardoor Henry te bevrijden uit Juniper Hill. Alleen het hoofd is van een Dobermann. De rest is het clownspak van Pennywise.
- De Bloedzuigers - 'Het' neemt de vorm aan van vliegende bloedzuigers bij Patrick Hockstetter, het enige waar Patrick bang voor is. Hoewel de bloedzuigers Patrick grotendeels leegzuigen doden ze Patrick niet. Ze drijven Patrick echter wel naar de riolen toe, waar Hets monsterlijke vorm hem onderschept en vermoordt.
- Het monster van Frankenstein - Het bekende monster uit het boek van Mary Shelley. 'Het' neemt deze gedaante aan bij Victor Criss en Belch Huggins in 1958, vlak voor 'Het' hen vermoordt. Henry ziet deze vorm ook, maar wordt er niet door vermoord.
- De Ratten - 'Het' neemt de vorm van ratten aan bij de Stumpers in 1958, in het huis bij Neibolt Street om de Stumpers af te schrikken. Dit doet 'Het' in de hoop dat ze hun munitie hierop verspillen uit schrik. 'Het' gebruikt de vorm dus niet om aan te vallen.
- Stanley Uris - 'Het' verschijnt als Stanley Uris tot Mike Hanlon in 1985. Als Mike in gevecht is met Henry Bowers, ziet hij Stanleys hoofd op een veer als een duveltje uit een doosje, die Henry aanspoort om hem te vermoorden. Henry ziet Stanley niet, maar in plaats daarvan het hoofd van Belch Huggins.
- Het Kruipende Oog - Een figuur uit de horrorfilm The Trollenberg Terror. De Stumpers zien dit oog/'Het' in 1958 in de riolen. Het oog is reusachtig en valt hen aan, maar Eddie weet het oog te verdrijven.
- George Denbrough - Het broertje van Bill Denbrough en een van Hets slachtoffers uit 1957. De Stumpers zien 'Het' in de vorm van George in 1985 in de riolen. George probeert op Bills schuldgevoel te werken en hem, als hij zwak is, te vermoorden. Dit lukt bijna, maar de Stumpers weten George/'Het' op tijd te stoppen, met als gevolg dat George als het ware 'smelt'.
- De Spin - Hets fysieke vorm op aarde is die van een reusachtige spin. Deze vorm is niet afhankelijk van de grootste angsten van de slachtoffers. De Stumpers zien deze vorm 2 keer tijdens de uiteindelijke confrontaties met 'Het' en weten hem beide keren te verslaan (de laatste keer doden ze 'Het'). Het blijkt dat 'Het' vrouwelijk is en dus eieren kan leggen. Deze worden in 1985 door Ben Hanscom vernietigd. De Spin beschikt over een grote, dodelijke angel als wapen.
- De Stormblinden/dwaallichten - De Stormblinden (Deadlights) is de abstracte, ware vorm van 'Het'. Deze vorm van 'Het' zie je als je te lang in de ogen van de Spin kijkt. Deze vorm is niet van de aarde, maar bevindt zich in de ruimte. Het menselijk brein kan de Stormblinden niet bevatten. Wie de stormblinden toch gezien heeft, wordt krankzinnig en catatoon en heeft weinig kans om ooit te genezen. Slachtoffers van de Stormblinden zijn, als ze niet genezen, gedoemd om voor eeuwig in de ruimte rond te dwalen, in de Stormblinden. Maar meestal maakt de Spin slachtoffers van de Stormblinden meteen dood. Een van de weinige slachtoffers van de Stormblinden is Audra Denbrough, die uiteindelijk geneest. 'Het' probeert Bill 2 maal en Richie 1 maal in de Stormblinden te krijgen, wat niet lukt.

## Slachtoffers van Het
Alleen Hets slachtoffers uit de jaren 50 en 80 zijn bekend.

### 1957-1958
- George Denbrough - Het zesjarige broertje van Bill Denbrough. Vlak na de overstroming speelt George met zijn papieren bootje op de straat. Door de grote hoeveelheid water spoelt het bootje een rioolrooster in. Als George voor het rooster bukt om het bootje te pakken, ziet hij 'Het', in de vorm van Pennywise, in het riool zitten. Pennywise biedt George zijn bootje aan. Als George zijn arm uitsteekt, grijpt Pennywise deze beet. 'Het' neemt vervolgens zijn monstergedaante aan en verwondt George dodelijk (hij trekt onder andere zijn arm eraf). Als George door Dave Gardener uit het rooster wordt getrokken, is hij al dood. George' lijk wordt naar het huis van de Denbroughs gebracht. De moord op George is voor Bill een enorme motivatie om 'Het' te doden. 'Het' neemt later, in 1985, de vorm van George aan om Bill te verzwakken en te vermoorden, wat niet lukt.
- Betty Ripsom - Betty wordt door 'Het' vermoord. Een tijdje later horen Beverly Marsch en haar moeder allebei stemmen uit de riolen komen. Hier zit ook de stem van Betty bij.
- Cheryl Lamonica - Cheryl is 16 jaar, als ze van huis wegloopt en door 'Het' wordt vermoord.
- Veronica Grogan - Veronica wordt op 9-jarige leeftijd door 'Het' vermoord. Haar hoofd wordt in een rioolrooster aangetroffen.
- Eddie Corcoran - De 10-jarige Eddie Corcoran wordt door zijn agressieve stiefvader ernstig mishandeld. Zijn broertje, Dorsey, wordt zelfs door hem doodgeslagen. Als de zomervakantie van 1958 begint, loopt Eddie weg van huis. Hij is van plan in het Bassey Park te overnachten, maar die nacht krijgt hij met 'Het' te maken. 'Het' neemt eerst de vorm aan van zijn dode broertje. Als Eddie op de vlucht slaat, neemt 'Het' zijn monsterlijke gedaante aan. 'Het' weet Eddie te pakken te krijgen en hem te onthoofden. Het neemt zijn lijk mee naar Hets hol, waar 'Het' Eddie opeet. Eddies stiefvader wordt beschuldigd van de moord op Dorsey, en verdacht van de moord op Eddie, hoewel niets kan worden bewezen. Eddie wordt nooit meer teruggevonden en er wordt aangenomen dat hij dood is. Jaren later hangt Eddies stiefvader zichzelf op. In zijn zelfmoordbrief staat: 'Ik heb Eddie gezien, hij was dood'.
- Patrick Hockstetter - Patrick Hockstetter is een vriend van Henry Bowers. Patrick is geestelijk ernstig gestoord en krijgt een kick van moorden. Hij heeft op 5-jarige leeftijd zijn pasgeboren broertje vermoord, door hem in zijn kussentje te laten stikken. Op 12-jarige leeftijd ontdekt Patrick een oude koelkast op de vuilnisbelt. Hier stopt hij levende dieren in die hij te pakken weet te krijgen en laat verhongeren en verdorsten. Henry komt hierachter en dreigt het aan de politie te vertellen. Patrick besluit hierom zijn laatste slachtoffer (een duif) uit de koelkast te halen. Als hij de koelkast openmaakt, komen er vliegende bloedzuigers uit die Patrick aanvallen en beginnen leeg te zuigen. In zijn vlucht rent Patrick naar de riolen waar hij onderschept wordt door 'Het'. 'Het' neemt hem de riolen in waar hij Patrick levend opeet. Patricks resten worden later door de Stumpers in de riolen gevonden.
- Victor Criss - Victor Criss is een goede vriend van Henry Bowers. Hij achtervolgt samen met Henry en Belch Huggins de Stumpers tot in de riolen. Daar lopen ze 'Het' tegen het lijf, in de vorm van het monster van Frankenstein. 'Het' onthoofdt Victor, maar eet hem niet op. Jaren later ligt Victors lijk namelijk nog steeds in de riolen van Derry. 'Het' neemt ook de gedaante aan van Victor, om de dan oudere Henry Bowers tegen de Stumpers op te stoken.
- Reginald 'Belch' Huggins - Belch Huggins is een goede vriend van Henry Bowers. Hij achtervolgt de Stumpers tot in de riolen, samen met Victor en Henry. Als Victor door 'Het' is vermoordt, gaat Belch een gevecht met 'Het' aan. 'Het' verslaat hem moeiteloos door zijn gezicht open te rijten. Ook Belch' lijk wordt niet opgegeten door 'Het', want jaren later ligt het nog steeds bij Victor in de riolen. 'Het' gebruikt ook Belch' gestalte om Henry te manipuleren.

### 1984 - 1985
- Adrian Mellon - Adrian Mellon is een homoseksuele man die woonachtig is in Derry. Hij wordt na een festival in Derry in elkaar geslagen door drie homofoben en in het kanaal gegooid. Hij wordt uit het water gehaald door 'Het' in de vorm van Pennywise de Clown. Pennywise/'Het' vermoordt de gewonde Adrian vervolgens door hem zijn ribben te breken. Adrians vriend en een van de homofoben vertellen dit later aan de politie. De clown wordt niet in het proces vermeld, uit angst dat de homofoben dan vrijuit gaan.
- Steven Johnson - De 8-jarige Steven wordt, kort na Mellons dood, dood en verminkt aangetroffen in het Memorial Park. Hij is door 'Het' vermoord.
- Lisa Albrecht - Lisa wordt eind 1984 dood aangetroffen. Ze is door 'Het' vermoord.
- Laurie Ann Winterbarger - Laurie Anns driewielertje wordt door haar moeder in de tuin, leeg, aangetroffen. De politie beweert dat Laurie Anns vader (haar ouders zijn gescheiden) haar ontvoerd heeft. Het is echter duidelijk dat Laurie Ann door 'Het' is vermoord.
- Dennis Torrio - De puberende Danny komt op een dag niet meer thuis. De politie beweert dat hij is weggelopen. Later wordt zijn lijk echter gevonden: hij is door 'Het' vermoord. Vlak bij zijn lijk ligt een foto van George Denbrough.
- Dawn Roy - Het lijk van de 13-jarige Dawn wordt in het McCarron Park gevonden. Hij is door 'Het' onthoofd.
- Adam Terrault - Adam wordt als vermist opgegeven als hij niet naar de repetitie van zijn orkest komt. Het lijk van de 16-jarige Adam wordt bij West Broadway gevonden. Hij is, net als Dawn Roy, door 'Het' onthoofd.
- Frederick Cowan - Frederick is 2 en een half als hij door 'Het' wordt vermoord. Zijn moeder is in de tuin als ze geluiden van haar vechtende zoontje hoort. Als ze naar de badkamer rent, hoort ze een toilet dat meerdere malen wordt doorgetrokken en een onmenselijke lach. Zijn moeder vindt Frederick, dood. Zijn rug is gebroken en zijn hoofd is verbrijzeld. Overal in de badkamer zit bloed.
- Jeffrey Holly - Jeffrey Holly is een vijfdeklasser. Jeffrey wordt op 13 mei 1985 dood aangetroffen bij het kanaal bij Bassey Park. Hij is door 'Het' opengereten.
- John Feury - John Feury is eveneens een vijfdeklasser. Hij wordt op 22 mei 1985 dood aangetroffen in Neibolt Street en is eveneens door 'Het' vermoord.
- Jerry Bellwood - Jerry is eveneens een vijfdeklasser. Hij wordt aan stukken gescheurd gevonden. Zijn stoffelijk overschot wordt bij Kansas Street gevonden. Op de muur bij Kansas Street staat met zijn bloed 'KOM NAAR HUIS, KOM NAAR HUIS' geschreven. Deze boodschap is ongetwijfeld door 'Het' aan de Stumpers gericht.
- Stan Uris - Wanneer Mike Hanlon alle Stumpers belt om te vertellen dat Het terug is, pleegt Stan zelfmoord in zijn bad. De manier waarop dit gebeurt suggereert dat Het hier de hand in heeft en hem tot zelfmoord drijft.
- John Koontz - John Koontz is een bewaker in Juniper Hill, waar Henry Bowers zit. Hij bewaakt de afdeling van Henry, op de avond dat deze door 'Het' bevrijd wordt. Hij hoort lawaai in de slaapkamers en gaat hiernaartoe. Hij wordt geconfronteerd met 'Het'. 'Het' is gekleed in een clownspak, maar heeft het hoofd van een Dobermann, de enige hond waar Koontz bang voor is. 'Het' vermoordt Koontz in deze gedaante, terwijl 'Het' zegt: 'Tijd voor het circus'.
- Tom Rogan - Tom is de gewelddadige man van Beverly Marsch. Als hij op de avond dat Beverly door Mike gebeld wordt te ver gaat, gaat Beverly het gevecht met hem aan. Beverly weet hem zo te verwonden, dat hij haar niet direct kan achtervolgen. Later komt Tom te weten dat ze naar Derry is, en reist hij haar achterna om haar een pak rammel te geven. Tom raakt, in Derry aangekomen, onder invloed van 'Het'. 'Het' laat hem Bills vrouw, die ook in Derry is, ontvoeren en naar de riolen brengen. Daar krijgt Tom 'Het' in zijn ware gedaante te zien. Tom sterft onmiddellijk van de schok. Zijn lijk wordt later, door de Stumpers, in Hets hol gevonden.
- Eddie Kaspbrak - Eddie is Hets allerlaatste slachtoffer. Als Eddie ziet dat Bill en Richie door 'Het' gehypnotiseerd worden, wil hij hen redden. Aangezien hij aan astma lijdt, beschikt hij over een inhalator. Hiermee spuit Eddie in Hets ogen en verwondt 'Het' hier ernstig mee. Vervolgens spuit hij in Hets bek. Dit verwondt 'Het' ook, maar 'Het' bijt hem hierom zijn arm af. Hierdoor bloedt Eddie dood. De Stumpers slepen zijn lijk uit Hets hol, maar laten hem wel in de riolen achter.

## Prijzen
De thriller won in 1987 de British Fantasy Award, en werd datzelfde jaar genomineerd voor de World Fantasy Award en de Locus Award.

## Film
In 1990 is het boek verfilmd tot een gelijknamige miniserie met Tim Curry, Richard Thomas, John Ritter, Annette O'Toole, Harry Anderson, Dennis Christopher, Richard Masur en Tim Reid. Onder meer door een ontoereikend budget is een aantal scènes, waar veel speciale effecten voor nodig zouden zijn, geschrapt. De miniserie is als meer dan drie uur durende film uitgebracht op VHS en dvd.
Op 12 maart 2009 kondigde Warner Bros. aan dat de productie voor een film (een nieuwe adaptatie van het boek) al was begonnen. Het verhaal werd ditmaal in twee delen worden verfilmd. Deel 1 ging op 5 september 2017 in première en deel 2 op 6 september 2019.